# Antonio Da Sacco
Antonio Da Sacco (San Giorgio delle Pertiche, 28 febbraio 1900 – Milano, 5 gennaio 1984) è stato un calciatore italiano, di ruolo difensore.

## Carriera
Arrivato dal Petrarca, esordisce con la maglia dell'Inter il 24 ottobre 1920 nella partita persa per (3-1) contro il Casteggio. Gioca la sua ultima partita con la maglia nerazzurra il 16 luglio 1922 nel pareggio per (1-1) contro la Libertas Firenze. Passato al Milan debutta il 16 dicembre 1923 nella vittoria per (2-1) sulla Novese. Scende per l'ultima volta in campo con la maglia del Milan il 12 aprile 1925 nella sconfitta per (4-0) contro il Livorno. La sua carriera prosegue nelle file del Vigevanesi e dell'Ambrosiana.

## Statistiche

### Presenze e reti nei club
| Stagione               | Club                   | Campionato      | Campionato | Campionato |
| Stagione               | Club                   | Comp            | Pres       | Reti       |
| ---------------------- | ---------------------- | --------------- | ---------- | ---------- |
| ????-1920              | Petrarca               | Prima Categoria | ?          | ?          |
| 1920-1921              | Inter                  | Prima Categoria | 12         | 0          |
| 1921-1922              | Inter                  | Prima Categoria | 24         | 0          |
| 1923-1924              | Milan                  | Prima Divisione | 12         | 0          |
| 1924-1925              | Milan                  | Prima Divisione | 2          | 0          |
| 1925-????              | GC Vigevanesi          | Prima Divisione | ?          | ?          |
| Totale Petrarca Padova | Totale Petrarca Padova |                 | ?          | ?          |
| Totale Inter           | Totale Inter           |                 | 36         | 0          |
| Totale Milan           | Totale Milan           |                 | 14         | 0          |
| Totale Vigevanesi      | Totale Vigevanesi      |                 | ?          | ?          |
| Totale carriera        | Totale carriera        |                 | 50         | 0          |